# Демченко, Василий Иванович
Василий Иванович Демченко (1920—1996) — старший сержант Советской Армии, участник Великой Отечественной войны, Герой Советского Союза (1944).

## Биография
Василий Демченко родился 31 декабря 1919 года в селе Чаплинка (ныне — Царичанский район Днепропетровской области Украины) в крестьянской семье. Получил неполное среднее образование, работал слесарем в «Днепроэнерго». В 1939 году Демченко был призван на службу в Рабоче-крестьянскую Красную Армию. Окончил полковую школу. С 1942 года — на фронтах Великой Отечественной войны. Принимал участие в боях на Западном, Юго-Западном, 1-м, 2-м и 3-м Украинских, Забайкальском фронтах. К марту 1944 года сержант Василий Демченко был помощником командира взвода разведки мотострелкового батальона 45-й механизированной бригады 5-го механизированного корпуса 6-й танковой армии 2-го Украинского фронта. Отличился во время Уманско-Ботошанской операции.
8 марта 1944 года отделение Демченко, действуя во вражеском тылу, захватило важные документы противника. Во время форсирования Южного Буга он изготовил прикрытие из кустарников и три раза переплывал реку, несмотря на сильный холод, разведав места для переправ и позиции противника. Находясь в передовом отряде, он принял участие в форсировании Южного Буга к югу от села Губник Винницкой области Украинской ССР и боях на плацдарме. 20 марта он одним из первых переправился через Днестр в районе города Могилёв-Подольский и сумел добыть важные данные о противнике.
Указом Президиума Верховного Совета СССР от 13 сентября 1944 года за «мужество, отвагу и героизм, проявленные в борьбе с немецкими захватчиками» сержант Василий Демченко был удостоен высокого звания Героя Советского Союза с вручением ордена Ленина (№ 18895) и медали «Золотая Звезда» за номером 2268.
Участвовал в освобождении Румынии, Венгрии, Австрии, Чехословакии, советско-японской войне в ходе Хингано-Мукденской операции. В 1947 году в звании старшего сержанта Демченко был демобилизован. Проживал в Днепропетровске. Окончил индустриальный техникум, работал мастером в «Днепроэнерго». Скончался 15 августа 1996 года, похоронен на Сурско-Литовском кладбище Днепропетровска.
Был также награждён орденом Отечественной войны 1-й степени и рядом медалей.